# Clubionidae
Famille
Les Clubionidae sont une famille d'araignées aranéomorphes.

## Distribution

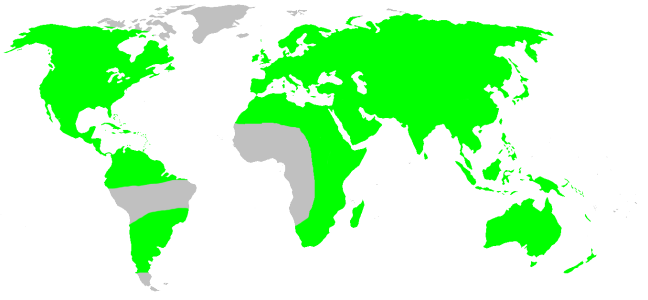
Distribution

Les espèces de cette famille se rencontrent sur tous les continents sauf aux pôles.
En France métropolitaine, 30 espèces ont été recensées, dont 26 du genre Clubiona.

## Description
Ce sont des araignées errantes nocturnes. On les trouve près du sol, dans de la végétation basse et humide ou sous les roches, où elles vivent dans une loge de soie. La plupart n'en sortent que la nuit pour aller chasser. Certaines espèces fréquentent aussi la canopée des arbres. Le cocon est installé dans une feuille repliée.

## Paléontologie
Cette famille est connue depuis le Paléogène.

## Liste des genres
Selon World Spider Catalog (version 24.5, 06/10/2023) :
- Arabellata Baert, Versteirt & Jocqué, 2010
- Bucliona Benoit, 1977
- Clubiona Latreille, 1804
- Clubionina Berland, 1947
- Elaver O. Pickard-Cambridge, 1898
- Femorbiona Yu & Li, 2021
- Invexillata Versteirt, Baert & Jocqué, 2010
- Malamatidia Deeleman-Reinhold, 2001
- Matidia Thorell, 1878
- Nusatidia Deeleman-Reinhold, 2001
- Porrhoclubiona Lohmander, 1944
- Pristidia Deeleman-Reinhold, 2001
- Pteroneta Deeleman-Reinhold, 2001
- Ramosatidia Yu & Li, 2021
- Scopalio Deeleman-Reinhold, 2001
- Simalio Simon, 1897
- Sinostidia Yu & Li, 2021
- Tixcocoba Gertsch, 1977

Selon World Spider Catalog (version 23.5, 2023) :
- † Chiapasona Petrunkevitch, 1963
- † Desultor Petrunkevitch, 1942
- † Eobumbatrix Petrunkevitch, 1922
- † Eodoter Petrunkevitch, 1958
- † Eostentatrix Petrunkevitch, 1922
- † Eoversatrix Petrunkevitch, 1922
- † Prosocer Petrunkevitch, 1963

## Systématique et taxinomie
Cette famille a été décrite par Simon en 1878 comme une sous-famille des Drassidae. Elle est élevée au rang de famille par Wagner en 1887.
Cette famille rassemble 663 espèces dans 18 genres.
On a pendant longtemps classé dans cette famille des taxons très hétérogènes. Les familles suivantes étaient anciennement incluses dans les Clubionidae : Anyphaenidae, Tengellidae, Zorocratidae, Miturgidae, Corinnidae ou Liocranidae.
L'appartenance à cette famille des genres fossiles est contestée par Wunderlich en 2011.

## Publication originale
- Simon, 1878 : Les arachnides de France. Paris, vol. 4, p. 1-334 (texte intégral).